# Topographia Galliae

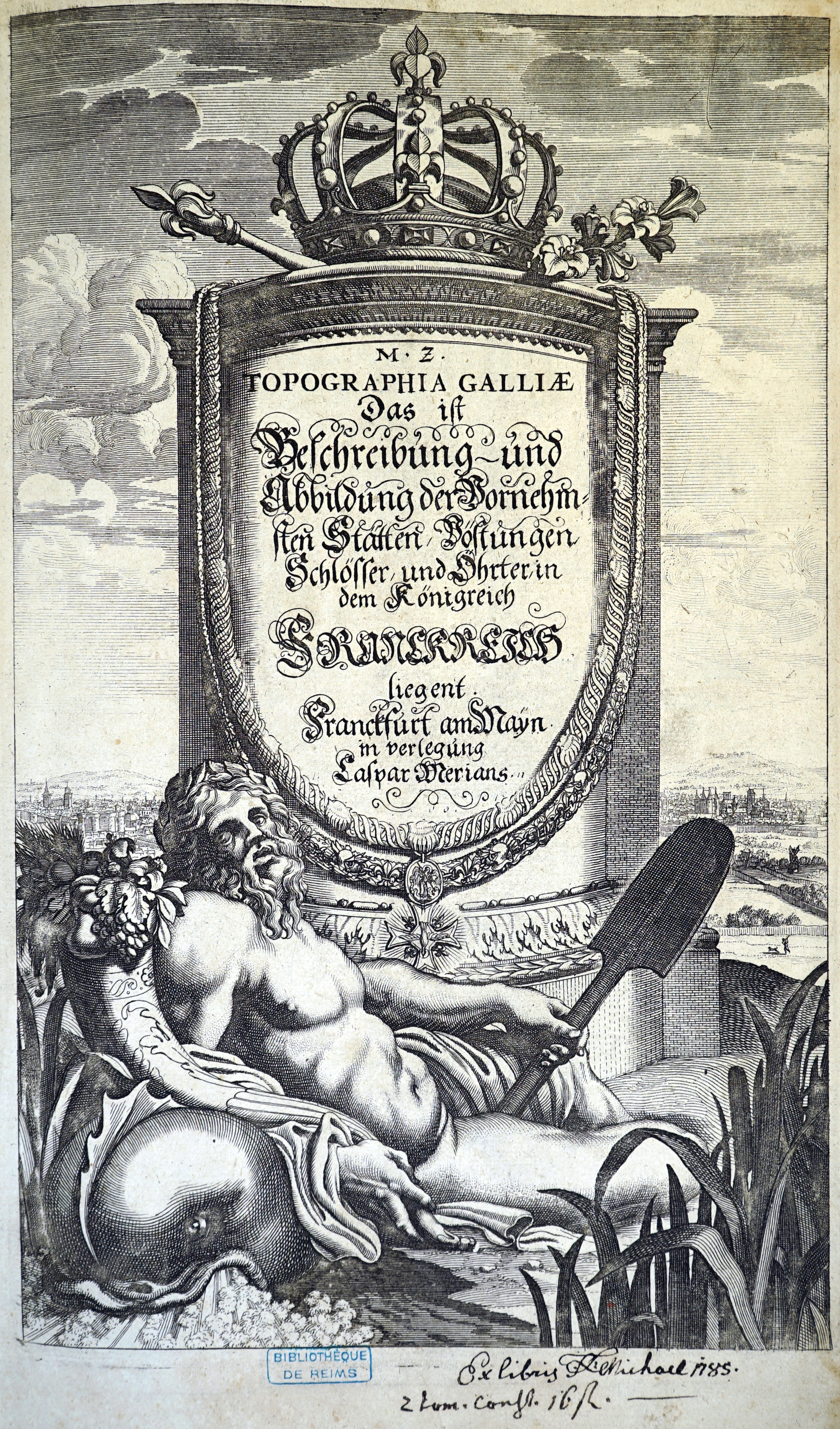
Grabado de la primera página del primer volumen, Topographia Galliae, 1655.

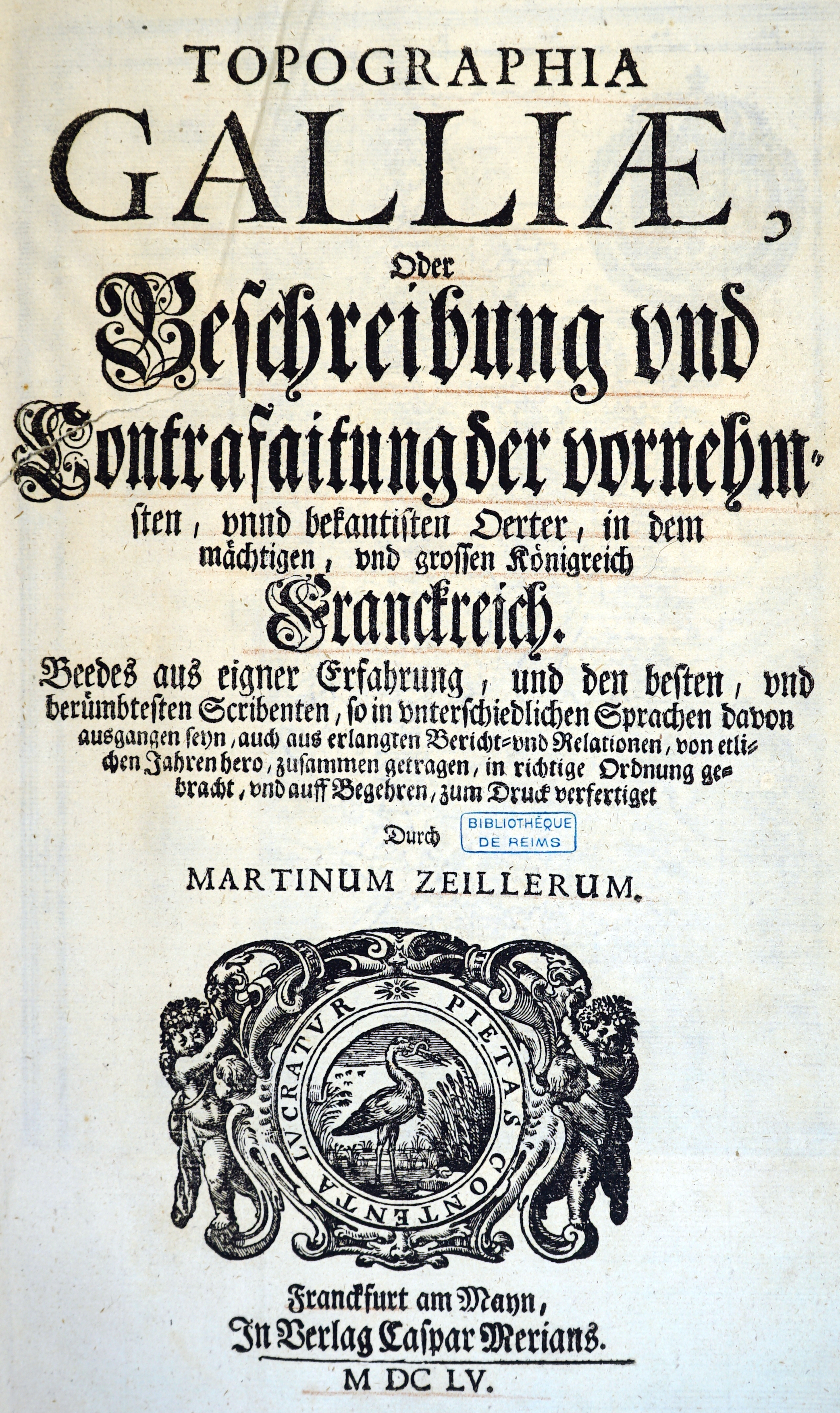
Título.

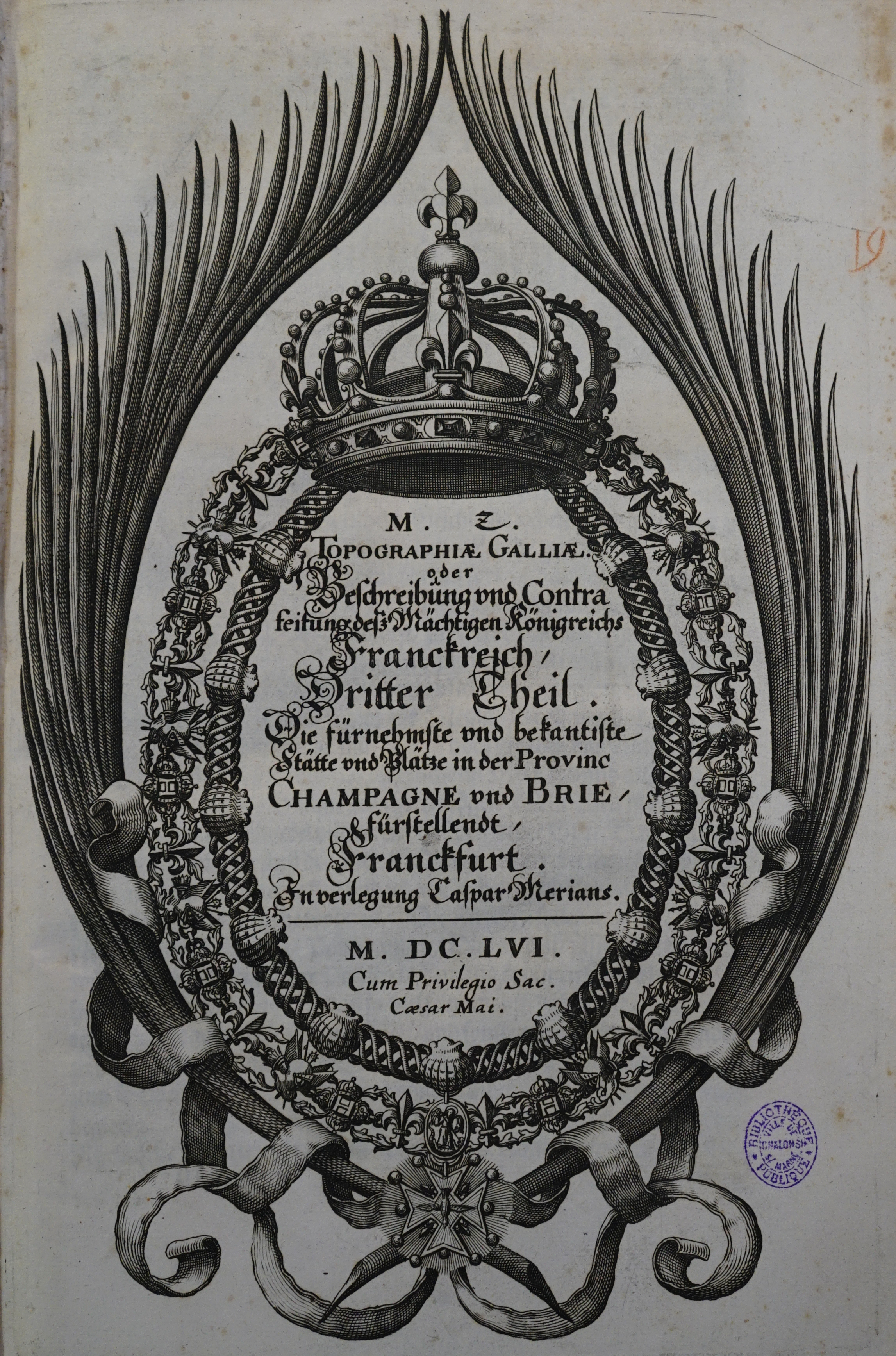
Champagne.

Topographia Galliae es el título de una serie de libros alemanes ilustrados obra del grabador Matthäus Merian y el escritor Martin Zeiler, publicados en Frankfurt entre 1655 y 1661. Describe las ciudades francesas del siglo XVII. También contribuyó a la realización de grabados Wenceslaus Hollar.

## Volúmenes y sus contenidos
- Topographia Galliae (en alemán y latín) (1st edición), Frankfurt: Caspar Merian, 1655-. (13 volumes)[4]
  - Topographia Galliae 1. 1655  – via Bayerische Staatsbibliothek.; via Google Books
    - Contenidos: París, Île-de-France; index

  - Die fürnehmste und bekantiste Stätte und Plätze in der Provinc Picardiae 2. 1656.
    - Contenidos: Picardía; index
- Topographia Galliae (en alemán) (2nd edición). Frankfurt: Caspar Merian. 1655–1661  – via Rhineland-Palatinate Dilibri.
  - Die fürnehmste und bekandiste Stätte und Plätze in der Provinc Champagne und Brie 3. 1656.
  - Die fürnehmste vnd bekantiste Stätte vnd Plätze von Burgund Bresse. Nivernois vnd Dombes 4. 1656.
  - Die fürnehmste vnd bekantiste Stätte vnd Plätze in den Ländern. Lyonnois. Forests. Beaviolois, vnd Bovrbonnois 5. 1657.
    - Contenidos: Lyon

  - Die fürnehmste vnd bekantiste Stätte, vndt Plätze in den Ländern. Berry, Avergne. vnd Limosin 6. 1657.
  - Die fürnehmste vnd bekantiste Stätte vnd Plätze in der Provinc Beavsse, Chartrain. l Angov le Maine. le Perche. Vandosme. le Blaisois. Dvnois. la Tovraine. l'Orleanois. Poictov. l'Avnis. vnd l'Angovmois, Abhandlent 7. 1657.
    - Contents: Chartres, Orléans, etc.; index

  - Die fürnehmste vnd bekantiste Stätte vnd Plätze in dem Hertzogthumb Normandie 8. 1657.
  - Der Oerter Beschreibung in dem Hochlöblichen Königreich Franckreich/ Der Neundte Theil. Darinn Von dem Hertzogthum Bretaigne, oder dem Kleinern Britannien, in Franckreich gelegen 9. 1661.
  - Die fürnehmste und bekannteste Städte und Plätze in Guienne, Guascoigne, Saintonge, Bearn, und andern herumbligenden/ als/ Perigord, l'Agenois, &c. 10. 1661.
    - Contenidos: Bayona, Burdeos, etc.; index

  - Die fürnehmste und bekanteste Stätte und Plätze in Languedoc, Albigeois, Foix, Giuaudan, Lauraguez, Velay, Vivarez, Quercy, und Roüergue 11. 1661.
    - Contenidos: Montpelier, Toulouse, etc.

  - Die Provantz, oder la Provence, sambt der anstossenden Graffschafft Venaiscin, Venissy, oder d'Avignon, und das Fürstenthumb von Oranges 12. 1661.
    - Contenidos: Avignon, etc.

  - Das Land Dauphiné, oder das Delphinat 13. 1661.
    - Contenidos: Grenoble, etc.